# خليل الدرمكي
خليل نصيب سالم الدرمكي (مواليد 15 أبريل 1994، لاعب كرة قدم عماني يجيد اللعب في الهجوم .

## مسيرة اللاعب
بدأ في المراحل السنية في نادي مسافي و لعب بعده في الفئات السنية في النادي الأهلي و بعدها لعب مع نادي ظفار و بعد السماح بمشاركة المواليد و المقيمين لعب مع نادي دبا الفجيرة ونادي العروبة ونادي الإمارات ونادي حتا ونادي العروبة.

## روابط خارجية
- خليل الدرمكي على موقع Soccerway.com (الإنجليزية)
- خليل الدرمكي على موقع كووورة